# Ceraticelus atriceps
Ceraticelus atriceps är en spindelart som först beskrevs av O. Pickard-Cambridge 1874.  Ceraticelus atriceps ingår i släktet Ceraticelus och familjen täckvävarspindlar. Inga underarter finns listade i Catalogue of Life.